# Capys (fils d'Assaracos)
Pour les articles homonymes, voir Capys.
Dans la mythologie grecque, Capys (Κάπυς) est le fils d'Assaracos et de Hiéromnémé. Il est l'époux de Thémisté et le père d'Anchise, et donc le grand-père du héros troyen Énée.
Il ne doit pas être confondu avec un personnage du même nom, fondateur de Capoue en Campanie,  dont le nom serait un dérivé.
L'astéroïde troyen de Jupiter (189004) Capys porte son nom.

## Sources
- Pseudo-Apollodore, Bibliothèque [détail des éditions] [lire en ligne] (III, 12, 2).
- Homère, Iliade [détail des éditions] [lire en ligne] (XX, 239).